# Gymnopleurus flagellatus
Gymnopleurus flagellatus är en skalbaggsart som beskrevs av Fabricius 1787. Gymnopleurus flagellatus ingår i släktet Gymnopleurus och familjen bladhorningar. Utöver nominatformen finns också underarten G. f. calignosus.

## Bildgalleri

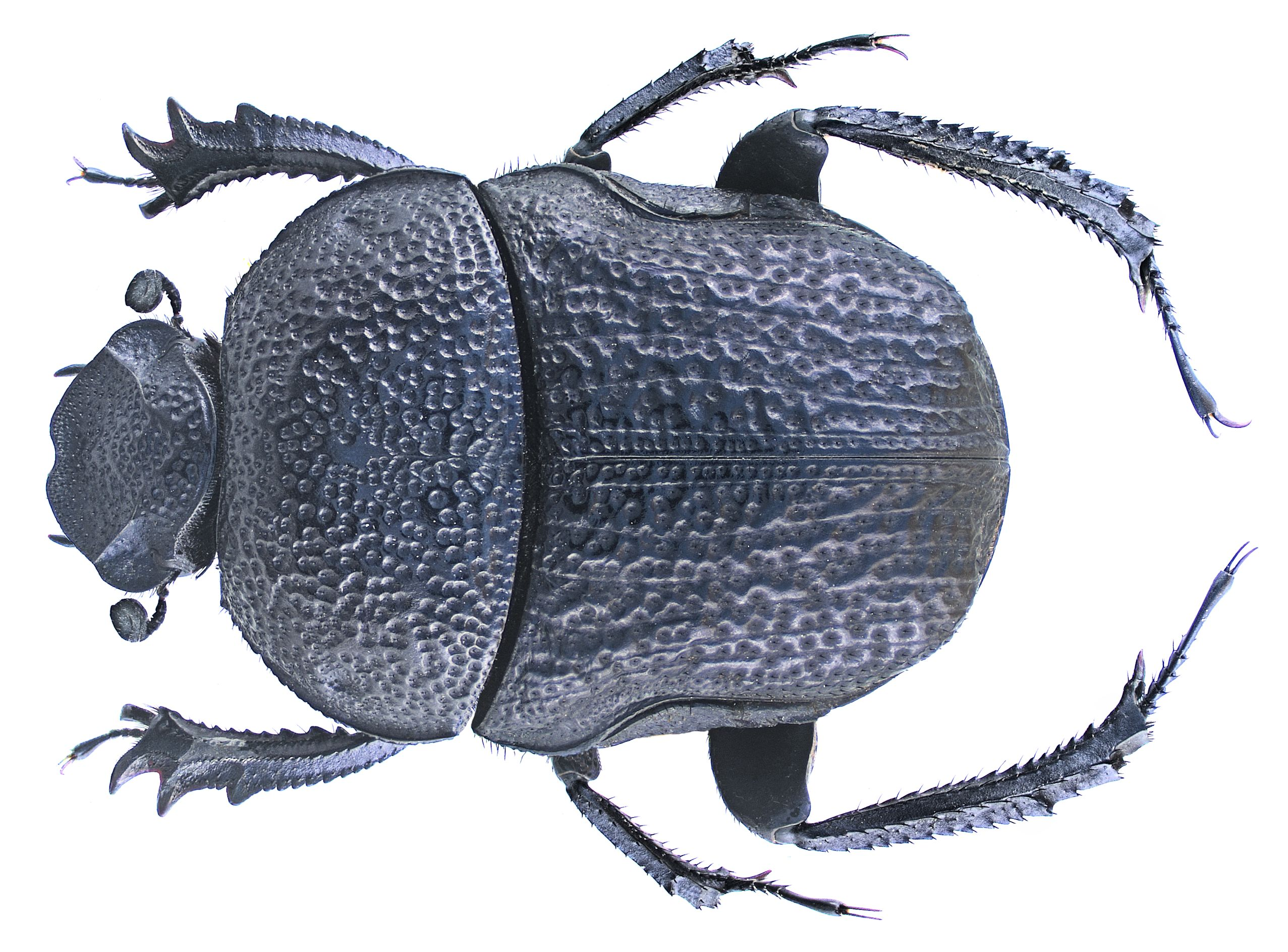
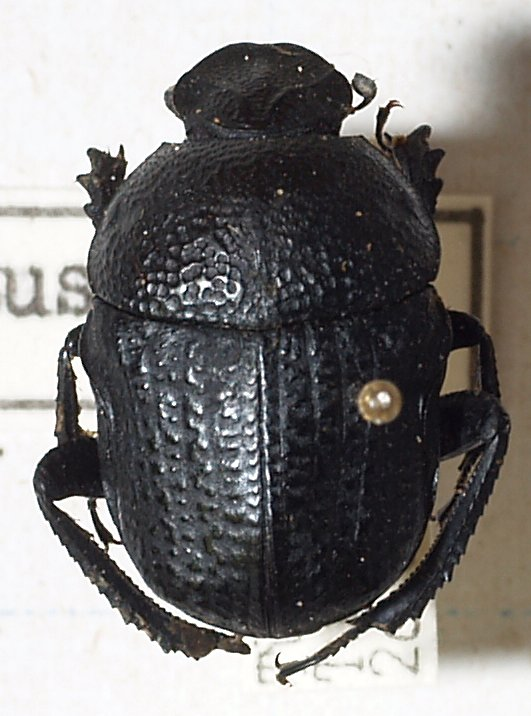